# صلاح‌الدین علائی
صلاح‌الدین علایی (زادهٔ ۱۳۳۳ در سقز – درگذشتهٔ ۲۷ فروردین ۱۳۸۷) نمایندهٔ حوزهٔ انتخابیهٔ حوزه انتخابیه سقز و بانه در دوره ششم مجلس شورای اسلامی بوده‌است.

## جستارهای پیوسته
- دوره ششم مجلس شورای اسلامی
- فهرست نمایندگان دوره ششم مجلس شورای اسلامی
- نامه جام زهر